# William Henry Fitzhugh Lee
William Henry Fitzhugh Lee (31. května 1837 – 15. října 1891), častěji znám jako Rooney Lee, byl druhým ze tří synů generála Roberta Edwarda Lee a zároveň třetím z celkem sedmi jeho dětí. Během Americké občanské války bojoval jako generál na straně Konfederace.
Pojmenován je po vzdáleném bratranci jedné Rooneyovy babičky a zároveň bratrovi té druhé. Přezdívku Rooney získal zhruba ve třech měsících, hlavně proto, aby bylo jednodušší odlišit jej od vlastního bratrance, který se také jmenoval Fitzhugh Lee. Na rozdíl od jiných přezdívek ostatních příbuzných, tato je provázela celým životem. Jako Rooney byl znám mezi příbuznými, spolužáky i vojáky.

## Dětství
Už od útlého dětství trpěl revmatismem, stejnou chorobou trpěla také řada jeho příbuzných (včetně matky, která nakonec skončila připoutána na invalidní vozík). Bez ohledu na to byl od samotného narození velmi divokým dítětem, které nebylo snadné udržet na uzdě. V osmi letech si při hře se řezačkou slámy uřízl konečky dvou prstů levé ruky. Však doktor mu je přišil zpět, oba prsty dobře srostly a tato nehoda se obešla bez následků. Miloval jízdu na koni a přírodu vůbec.
Díky nehodě se řezačkou nicméně došlo k jisté změně Rooneyho charakteru. Stal se pokornějším a poslušnějším, naučil se lépe kontrolovat vlastní divokou náturu. Díky tomu z něj mohl vyrůst odvážný velitel, který však nikdy příliš nehazardoval se životy svých podřízených, protože o veškerém svém rozhodnutí vždy velmi pečlivě přemýšlel.

## Vzdělání
Rooney pocházel z dobré rodiny a proto se mu také dostalo kvalitního vzdělání. První jeho učitelkou byla přirozeně jeho matka Mary Anna Custis Lee. Vynikal ve francouzštině i řečtině, nicméně s jinými předměty se potýkal s nechutí. Zřejmě proto, že jeho živá povaha se nedala utlumit natolik, aby se mohl na studium soustředit. Studoval na soukromé škole v New Yorku a jeho snem bylo dostat se na vojenskou akademii ve West Pointu, což ovšem zůstalo snem nenaplněným, protože podle pravidel nesměli ve stejnou dobu navštěvovat tuto školu dva bratři. Proto nastoupil na Harvard, kde studoval práva. Avšak toto studium jej nijak neuspokojovalo a vynikal zde pouze jako schopný sportovec a také zakladatel diskusních kroužků, ne už jako student. Nepřestal toužit po vojenské kariéře a nakonec opustil universitu po třech letech, aniž by ji dokončil a roku 1857 vstoupil do armády.

## Rodina
V roce 1857 nastala v Rooneyho životě také další změna. Zasnoubil se se vzdálenou sestřenicí Charlottou Wickham, kterou velice miloval. A také zemřel jeho dědeček George Washington Parke Custis, který odkázal každému ze svých tří vnuků dům s pozemky. Rooney získal farmu White House, na které si Rooneyho praprababička Martha Washingtonová brala svého druhého muže George Washingtona.
Po dvouletém zasnoubení a dvou letech v armádě rezignoval, vrátil se domů, oženil se a začal zde farmařit. Roku 1860 se mladým manželům narodil syn Robert E. Lee. Nicméně toto rodinné štěstí nevydrželo příliš dlouho, protože vypukla americká občanská válka.

## Válka
Začínal v hodnosti kapitána s 9. virginským jízdním plukem. Jak jinak, než u kavalerie. U ní to dotáhl až na plukovníka. Muži jej měli rádi pro jeho laskavost, inteligenci a smysl pro humor. Taky možná proto, že nezapomínal tváře ani jména a znal osobně každého z nich. Přinejmenším dokud nepovýšil na brigádního generála a nezískal ke svému pluku další tři. Byl na kavaleristu snad až příliš veliký, měřil zhruba 196 centimetrů a vážil bezmála 100 kg. Zřejmě také proto jej všichni zahrnovali respektem. Jako velitel kavalérie byl uvážlivý a ze všech svých sil se staral nejen o své muže, ale i o koně. Uvědomoval si velmi dobře, že kavalérie bez koní není žádnou kavalérií.
Koncem roku 1862 zemřela Rooneyho mladší sestra Annie, následně také jeho malý syn, dcera, která zemřela v pouhých sedmi týdnech a v neposlední době přišel o svůj dům, který shořel do základů. 9. 6. 1863 byl on sám vážně raněn do nohy v bitvě u Brandy Station a uzdravit se měl v domě rodiny své ženy. Nicméně poté, co celá konfederační armáda vytáhla směrem ke Gettysburgu, obsadila tuto část Virginie seveřanská armáda a Rooney byl zajat. Následujících devět měsíců strávil jako válečný zajatec ve federálním vězení. A přímo tam zjistil nemilou skutečnost, že zemřela Charlotta. Stal se vdovcem v pětadvaceti letech. Na jaře byl propuštěn při výměně zajatců a vrátil se ke své jízdě. S ní zůstal až do kapitulace.

## Poválečná doba
Rooney Lee byl pardonován jako ostatní konfederační generálové a živil se nadále jako farmář. Postavil znovu svůj dům a zapojil se do politiky. Založil zemědělskou školu a v politice to dotáhl až do senátu. Znovu se oženil s Mary Tabb Bolling a z jejich pěti dětí přežili dva synové dětství. Robert E. Lee III vystudoval práva a George Bolling Lee medicínu.
Generál W. H. F. Lee zemřel v čtyřiapadesáti letech. Pohřben je v Lee-Chappel spolu se svou rodinou.